# Privlaka (Zadarska županija)
Privlaka je općina u Zadarskoj županiji u Hrvatskoj i turističko odredište, smještena između otoka Vira i grada Nina.

## Zemljopis
Smještena je na prostranom, ravnom  poluotoku u pjeskovita tla (7 km dužine i 4 km širine) koji sa sjeveroistočne strane zatvara Ninski zaljev, a s jugozapadne Zadarski kanal. Od Nina je udaljena 2 km, a od Zadra 18 km. Odlikuje se blagom sredozemnom klimom s oko 2540 sunčanih sati godišnje.[nedostaje izvor]
U njezinoj se blizini nalaze se Park prirode Velebit (50 km) i Nacionalni park Paklenica (30 km).

## Stanovništvo
| broj stanovnika | 548   | 669   | 725   | 831   | 941   | 1109  | 1400  | 1530  | 2179  | 2318  | 2364  | 2594  | 2281  | 2988  | 2199  | 2253  | 2128  |
|                 | 1857. | 1869. | 1880. | 1890. | 1900. | 1910. | 1921. | 1931. | 1948. | 1953. | 1961. | 1971. | 1981. | 1991. | 2001. | 2011. | 2021. |

## Prometna povezanost
Privlaka je na državnoj cesti D306, između Zadra i Vira, dvadesetak kilometara od Zadra, u blizini autoceste Zadar - Zagreb - Split i Rijeka. Zračna luka Zadar kao i trajekntna udaljena je 30 km.   

## Povijest
Kontinuitet naseljenodti u dijelu privlačkog poluotoka (današnjeg Gaza, Solina, Supetra i Gaja) ogleda se u nalazima kamenih izrađevina. Najraniji grobovi Liburna čije će naselje na otočiću u prostranoj laguni, antička Aenona (Nin), postati jedno od značajnijih uporišta, utvrđeni su na prostoru Privlake i nedalekih Vrsiju. Kontinuitet života na privlačkom poluotoku nastavio se u antičkom razdoblju i kasnije. 
Prvi pisani spomen Privlake sačuvan je iz 1296. gdje se spominje kao vinogradarsko mjesto, a ona je kroz povijest poznata kao mjesto pomoraca, ribara, a posebno kao sabunjara (pjeskara).
Velike količine vode i plodno tlo od prapovijesti su omogućavali život na privlačkom poluotoku.
Prvi spomen Privlake sačuvan je u ispravi od 10. travnja 1296. godine. Zadranin Ivan sin Mira iz Nina, zamolio je toga dana zadarskog bilježnika Tarallo Henrika da mu sastavi oporuku u kojoj se između ostalog navodi: Vinea mea de Privlaka – moj vinograd u Privlaci. U toj ispravi - oporuci ili teštamentu Ivana podrijetla iz Nina, a nastanjenog u Zadru, sačuvan je prvi pisani spomen Privlake.
Prema najstarijim dokumentima, Privlaka je bila sastavni dio ninskog distrikta.
Moglo bi se reći da je Privlaka bila šire područje grada Nina, a u skolpu crkvenog ustroja Privlaka je bila jedna od župa Ninske biskupije.
Od dosad objavljenih spisa zadarskih bilježnika, Privlaka se spominje u nekoliko dokumenata prvog objavljenog sveska Spisi zadarskog bilježnika Andrije pok. Petra iz Cantùa u Lombardiji za razdoblje od 1353. do 1355. godine. Riječ je o četirima kupoprodajnim ugovorima u kojima se prodaju solane na području Privlake, ninskim i zadarskim trgovcima i obrtnicima. 
Među objavljenim izvorima za navedeno razdoblje, dokumenti u kojima se ime Privlaka spominje po prvi put su listine koje predstavljaju pravni dokument o kupoprodajnim ugovorima ili obiteljskoj ostavštini, pri čemu je uvijek riječ o kupoprodajnim ugovorima zemljišta koje su srednjovjekovni plemići zadarskoga distrikta imali u mjestima u Privlaci. 
Podatci o Privlaci također se nalaze u objavljenu Inventaru dobara Mihovila Suknara pok. Petra iz godine 1385. 
Nakon samo šest dana provedenih u privlačkoj župi, don Eugena Šutrina ubila su u noći 26. studenoga 1945. ubila dvojica nepoznatih muškaraca.
Nakon Domovinskog rata Privlaka je bila u sastavu Grada Nina (1993. – 1997.), a od 1997. se izdvaja i postaje samostalno općinsko središte.

## Gospodarstvo
Danas je Privlaka turističko mjesto, prije svega zahvaljujući brojnim pješčanim uvalama (na nekim mjestima i s ljekovitim blatom). Mjesto je poznato po sabunjarima, ljudima koji su vadili morski pijeska i na svojim ga drvenim brodovima (trabakulima, bracerima i leutima) razvozili uzduž cijele hrvatske obale. 
U vinogradima se uzgaja privlačka bilina, autohtona vinska sorta.

## Spomenici i znamenitosti
U okolici Privlake mogu se naći razne podmorske špilje, arheološka nalazišta, olupine i sl.
- Župna crkva sv. Marije iz 19. st.
- Crkva sv. Barbare   iz 13. st.
- Ostatci crkve sv. Kate iz 14. st.
- Crkva sv. Vida iz 14. st
- Crkva sv. Petra iz 17.st.
- Crkva sv. Kristofora (1398.) od koje danas ništa nije ostalo.[11]

## Obrazovanje
U središtu je mjesta Osnovna škola Privlaka, koja je nekoć nosila ime „Vlado Bagat”. 

## Kultura
U Privlaci djeluje Kulturno umjetničko društvo „Privlaka” (osnovano 2002.), ženska Klapa „Libar” te Aktiv dobrovoljnih davaoca krvi.

## Šport
- NK Sabunjar Privlaka
- Nogometni klub Mladost (osnovan 1951.)
- Košarkaški klub „Sabunjar“
- Šahovski Klub „Sveti Vid”
- Sportsko-ribolovno društvo „Morski Konjić”[12]

## Poznate osobe
- Mihovil Mijo Kapović, pravnik i političar
- Josip Skoblar, nogometaš
- Linda Begonja, glumica
- Josip Kolanović, arhivist i povjesničar